# Auderghem

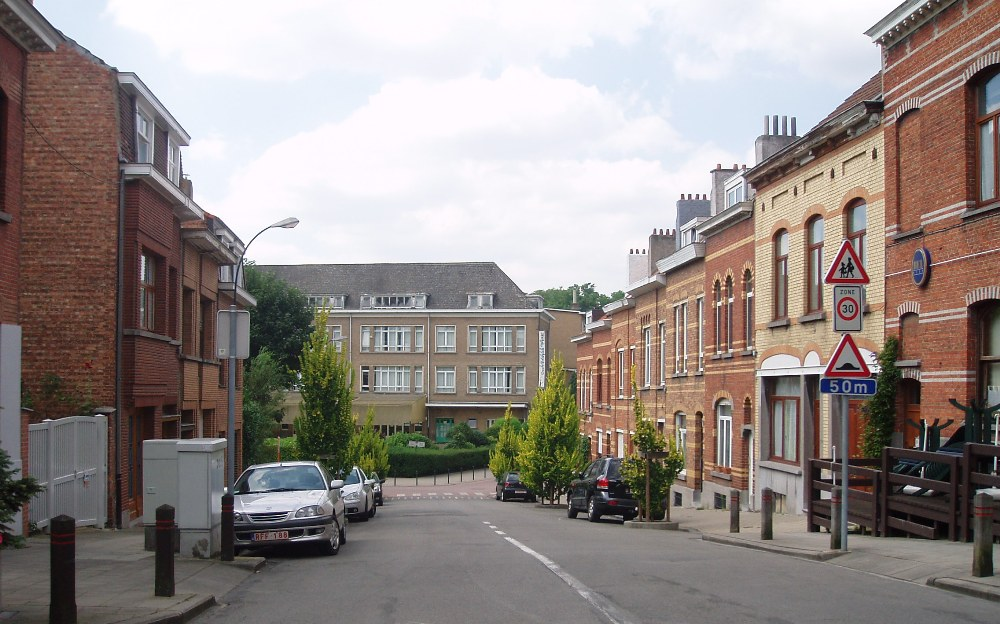
Ulice Avenue de la Sabliere v Auderghemu

Auderghem (nizozemsky Oudergem) je jedna z 19 obcí Bruselského regionu. Nachází se v jeho jihovýchodní části. Se zbytkem belgické metropole je spojen linkou 5 bruselského metra. V roce 2015 měl 31 985 obyvatel.
Obec má rozlohu 9,03 km2. Poštovní směrovací číslo je 1160. Zatímco ze severozápadní strany obklopují Auderghem další obce, které tvoří Bruselský region, z jihovýchodní strany ohrazuje tuto obec les Forêt de Soignes. Hlavními osami Auderghemu jsou ulice Boulevard du Souverain a Chaussée de Wavre. Přes obec také prochází estakáda dálničního přivaděče, který spojuje Brusel s Lucemburkem.
Auderghem byl nezávislou obcí již v roce 1863. Tehdy měl jen 1600 obyvatel. Svojí nezávislost získal poté, co byla původní obec rozdělena královským dekretem na tři části (vznikly také nezávislé obce Watermael a Boitsfort). V roce 1911 byla zavedena železnice, která spojila centrum Bruselu s nedalekou obcí Tervuren, kde se nachází zámecký park. Díky železniční dopravě se mohl Auderghem rozvíjet. V roce 1956 se v místním zámečku Val-Duchesse konala mezinárodní konference, během níž byl položen základ tzv. Římským smlouvám, Evropskému ekonomickému společenství a Euroatomu.